# Lista do Patrimônio Mundial na Líbia
A Organização das Nações Unidas para a Educação, a Ciência e a Cultura (UNESCO) propôs um plano de proteção aos bens culturais do mundo, através do Comité sobre a Proteção do Património Mundial Cultural e Natural, aprovado em 1972. Esta é uma lista do Patrimônio Mundial existente na Líbia, especificamente classificada pela UNESCO e elaborada de acordo com dez principais critérios cujos pontos são julgados por especialistas na área. A Líbia ratificou a convenção em 13 de outubro de 1978, tornando seus locais históricos elegíveis para inclusão na lista.
A Líbia possui 5 sítios listados como Patrimônio Mundial pela UNESCO, sendo todos eles bens de interesse cultural e todos localizados no território contíguo do país. Leptis Magna, Cirene, Sábrata e Tadrart Acacus foram os quatro primeiros sítios da Líbia inscritos na lista do Patrimônio Mundial por ocasião da VIª Sessão do Comitê do Patrimônio Mundial, realizada em Paris em 1982. Dois anos mais tarde, o sítio Cidade Antiga de Gadamés tornou-se o quinto e, até então, mais recente sítio do país inscrito pela UNESCO.
Em decorrência de conflitos armados que abrangem todo o território Líbia, especialmente operações militares decorrentes da Guerra Civil Líbia que ameaçam a preservação e impedem a manutenção dos locais pelas autoridades líbias, todos os sítios da Líbia foram inscritos também na Lista do Patrimônio Mundial em perigo em 2016.

## Bens culturais e naturais
A Líbia possui atualmente com os seguintes lugares declarados como Patrimônio da Humanidade pela UNESCO:
| | Sítio Arqueológico de Leptis Magna |
| Bem cultural inscrito em 1982, em perigo desde 2016. |                                    |
| Localização: Khoms |                                    |
| Embelezada e ampliada por um de seus filhos, o imperador romano Septimius Severo, a cidade de Leptis Magna foi uma das mais belas do Império Romano, com seus grandes monumentos públicos, seu porto artificial, seu mercado, seus armazéns, suas oficinas e seus bairros residenciais. (UNESCO/BPI) |                                    |

| | Sítio Arqueológico de Sábrata |
| Bem cultural inscrito em 1982, em perigo desde 2016. |                               |
| Localização: Zawiya |                               |
| Uma fábrica fenícia que foi influenciada pelos produtos do interior do continente africano, Sabratha fez parte do efêmero reino numidiano de Masinisa, antes de ser romanizada e reconstruída nos séculos II e III de nossa era. (UNESCO/BPI) |                               |

| | Sítio Arqueológico de Cirene |
| Bem cultural inscrito em 1982, em perigo desde 2016. |                              |
| Localização: Jabal al Akhdar |                              |
| Colônia dos gregos de Thera, Cirene foi uma das principais cidades do mundo grego. Posteriormente romanizada, permaneceu uma grande cidade até o terremoto que atingiu em 365. Em suas ruínas, famosas desde o século XVIII, um milênio da história é escrito. (UNESCO/BPI) |                              |

| | Sítio Rupestre de Tadrart Acacus |
| Bem cultural inscrito em 1982, em perigo desde 2016. |                                  |
| Localização: Ubari |                                  |
| Adjacente ao sítio argelino de Tasili n'Ajer, também inscrito na Lista do Patrimônio Mundial, este maciço rochoso inclui milhares de pinturas rupestres de diferentes estilos. A primeira data 12.000 anos antes da nossa era e a mais recente datam do século I a.C. Essas pinturas mostram as consideráveis modificações vivenciadas pela fauna e flora ao longo desse período de mais de 120 séculos, bem como as diferentes formas de vida das populações que se estabeleceram sucessivamente nesta região do Saara. (UNESCO/BPI) |                                  |

| | Cidade Antiga de Gadamés |
| Bem cultural inscrito em 1985, em perigo desde 2016. |                          |
| Localização: Gadamés |                          |
| Construída em um oásis, Gadamés, "a pérola do deserto", é uma das cidades pré-saarianas mais antigas e é um exemplo notável do assentamento humano tradicional. A distribuição de funções por andar é característica de sua arquitetura doméstica: o térreo serve como um armazém para suprimentos; o andar superior serve como uma casa de família; e, finalmente, os terraços ao ar livre são reservados para as mulheres. O andar superior domina uma rede de passagens cobertas, sem luz, que permitem circular quase no subsolo por toda a cidade. (UNESCO/BPI) |                          |

## Lista Indicativa
Em adição aos sítios inscritos na Lista do Patrimônio Mundial, os Estados-membros podem manter uma lista de sítios que pretendam nomear para a Lista de Patrimônio Mundial, sendo somente aceitas as candidaturas de locais que já constarem desta lista. Desde 2020, a Líbia possui 3 locais na sua Lista Indicativa.
| Sítio                           | Imagem | Localização | Ano  | Dados UNESCO           | Descrição |
| ------------------------------- | ------ | ----------- | ---- | ---------------------- | --- |
| Sítio arqueológico de Gerisa    |        | Misurata    | 2020 | Cultural: (ii)(iii)    | Gerisa é uma proposta de sítio trans-fronteiriço localizado na região pré-desértica da Tripolitânia. O complexo é formado por 40 estruturas que vão desde pequenos edifícios de um cômodo a grandes fortificações, um templo e duas necrópoles com mausoléus de cantaria ricamente decorados. Cada necrópole contém um monumento cuja função ainda é desconhecida e que poderia indicar os dois principais clãs locais. Esta grande concentração de mausoléus indica que Gerisa possuía status privilegiado com relação às demais cidades costeiras. |
| Sítio arqueológico de Ptolemais |        | Marje       | 2020 | Cultural: (ii)(iii)    | Ptolemais foi uma das cinco principais cidades (a Pentápolis) da Cirenaica. O local reúne edifícios públicos e privados bem preservados de grande importância arquitetônica cujas escavações revelaram uma riqueza de vestígios materiais que atestam sua longa prosperidade como centro regional. O sítio arqueológico de Ptolemais é um exemplar único das últimas tendências do planejamento urbano grego. Desde sua fundação, Ptolemais foi um influente centro político dos ptolomeus.                                                          |
| Caverna de Haua Fteah           |        | Derna       | 2020 | Cultural: (iii)(iv)(v) | A Caverna de Haua Fteah abriga evidências únicas no norte da África e no Mediterrânea da adaptação humana às mudanças climáticas nos últimos 150 mil anos e uma herança cultural única e duradoura da espécie. A documentação profunda dos artefatos de Haua Fteah fornece rica evidência das três fases mais significativas da pré-história na região: a chegada dos primeiros Homo sapiens há 130 mil anos atrás; a evolução do Paleolítico ao Neolítico há cerca de 40 mil anos; e os primórdios da agricultura há 10 mil ou 7 mil anos atrás.    |